# آرثر إل. تود
آرثر إل. تود (بالإنجليزية: Arthur L. Todd)‏ هو مصور سينمائي ومخرج أمريكي، ولد في 12 فبراير 1895 في ويست نيو يورك في الولايات المتحدة، وتوفي في 28 أغسطس 1942 في Oceanside station (LIRR) ‏ في الولايات المتحدة.

## وصلات خارجية
- آرثر إل. تود على موقع IMDb (الإنجليزية)
- آرثر إل. تود على موقع ألو سيني (الفرنسية)
- آرثر إل. تود على موقع قاعدة بيانات الأفلام السويدية (السويدية)
- آرثر إل. تود على موقع قاعدة بيانات الفيلم (الإنجليزية)
- آرثر إل. تود على موقع كينوبويسك (الروسية)